# فلچر (اکلاهما)
فلچر(به انگلیسی: Fletcher) شهری در ایالت اکلاهما کشور ایالات متحده آمریکا است که جمعیت آن در سرشماری سال ۲۰۱۰ میلادی، ۱٬۱۷۷ نفر بوده‌است.